# Aneta Prymaka-Oniszk
Aneta Prymaka-Oniszk (ur. 1975 w Knyszewiczach) – polska dziennikarka i publicystka.

## Życiorys
Pochodzi z Knyszewicz (woj. podlaskie), z rodziny białorusko-prawosławnej.
Jako dziennikarka publikowała między innymi w Gazecie Wyborczej, Polityce, National Geographic, a także czasopiśmie Karta. Pełniła także funkcję rzecznika prasowego Centrum Nauki Kopernik w Warszawie, gdy było w fazie organizacyjnej.
W 2016 nakładem Wydawnictwa Czarne ukazała się jej debiutancka książka pt. Bieżeństwo 1915. Zapomniani uchodźcy, za którą została wyróżniona Nagrodą Literacką Prezydenta Miasta Białegostoku im. Wiesława Kazaneckiego za 2016 rok oraz Warszawską Premierą Literacką – książka listopada 2016 roku. Była także nominowana do Nagrody im. Ryszarda Kapuścińskiego za Reportaż Literacki 2016, Nagrody Literackiej m.st. Warszawy oraz Nagród Historycznych Polityki za debiut w dziale prac naukowych i popularnonaukowych. W kwietniu 2018 roku Sobór biskupów Polskiego Autokefalicznego Kościoła Prawosławnego przyznał jej Order św. Marii Magdaleny III stopnia.
Jej kolejna książka: Kamienie musiały polecieć. Wymazywana przeszłość Podlasia otrzymała Nagrodę Czytelników Grand Press Reporterska Książka Roku (2024), była też nominowana do Nagrody im. Ryszarda Kapuścińskiego za Reportaż Literacki (2024)
Wydawnictwo dla dzieci „Wędrująca księga”, ilustrowane przez Małgorzatę Dmitruk, została wyróżnienie w konkursie „Najpiękniejsze Polskie Książki 2023” Polskiego Towarzystwa Wydawców Książek
Twórczość Anety Prymaki-Oniszk dotyka problematyki pamięci, tożsamości i pogranicza, a w szczególności przeszłości prawosławnej i białoruskiej mniejszości Podlasia z okolic Białegostoku, Bielska Podlaskiego, Hajnówki, Siemiatycz, Sokółki.

## Wybrane publikacje
- Bieżeństwo 1915 : zapomniani uchodźcy (Wydawnictwo Czarne, Wołowiec, 2016, ISBN 978-83-8049-350-6).
- Wędrująca księga, ilustracje Małgorzata Dmitruk (Fundacja Oikonomos, Białystok 2023, ISBN 978-83-967864-2-5).
- Kamienie musiały polecieć. Wymazywana przeszłość Podlasia (Wydawnictwo Czarne, Wołowiec, 2024, ISBN 978-83-8191-836-7)[a].

## Udział w publikacjach zbiorowych
- Ojczyzna dobrej jakości. Reportaże z Białorusi (Wydawnictwo Czarne, Wołowiec, 2019, ISBN 978-83-8191-110-8).
- Ludowa historia kobiet (Wydawnictwo RM, Warszawa, 2023. ISBN 978-83-8151-215-2).

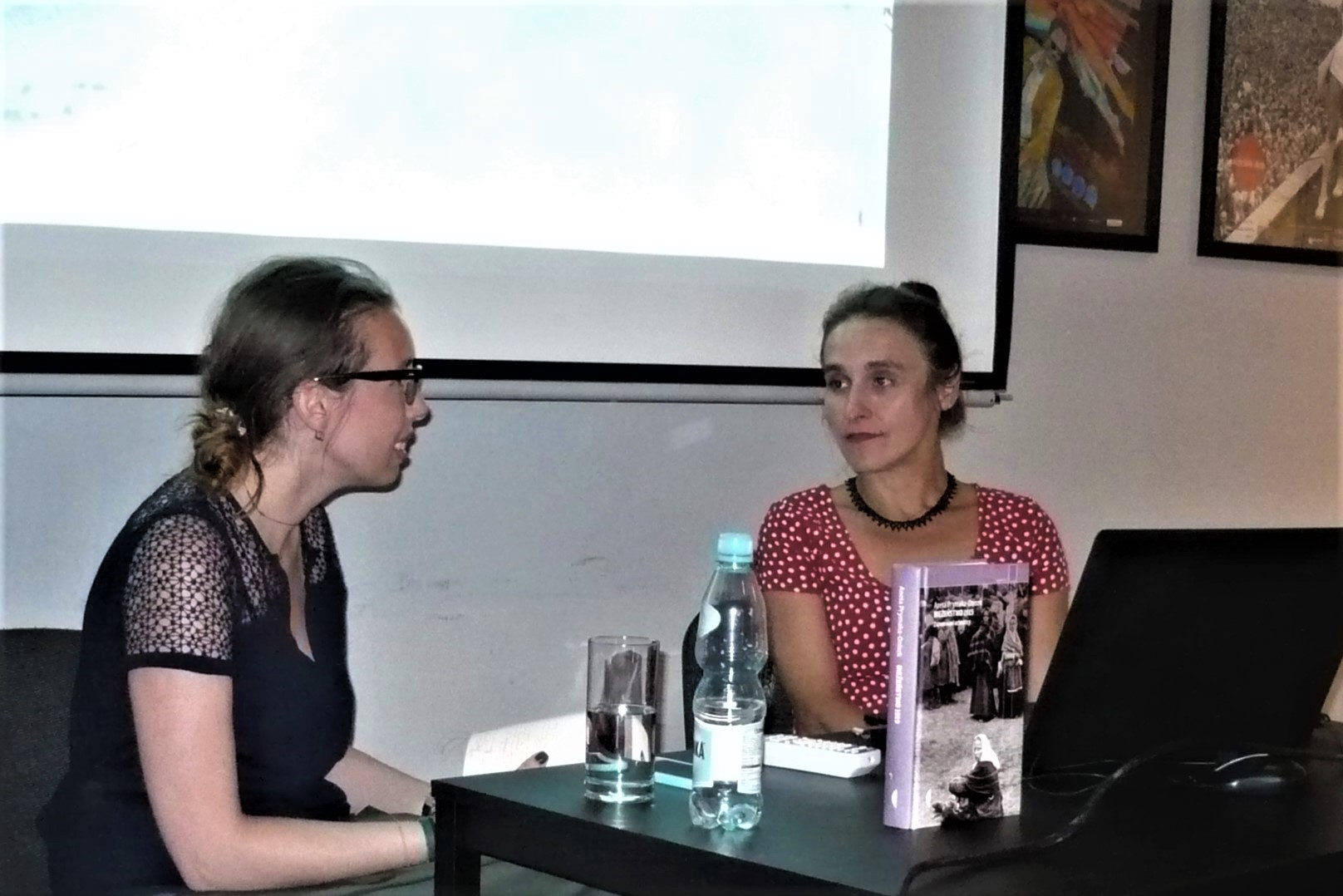
A. Prymaka-Oniszk (po prawej)[b]
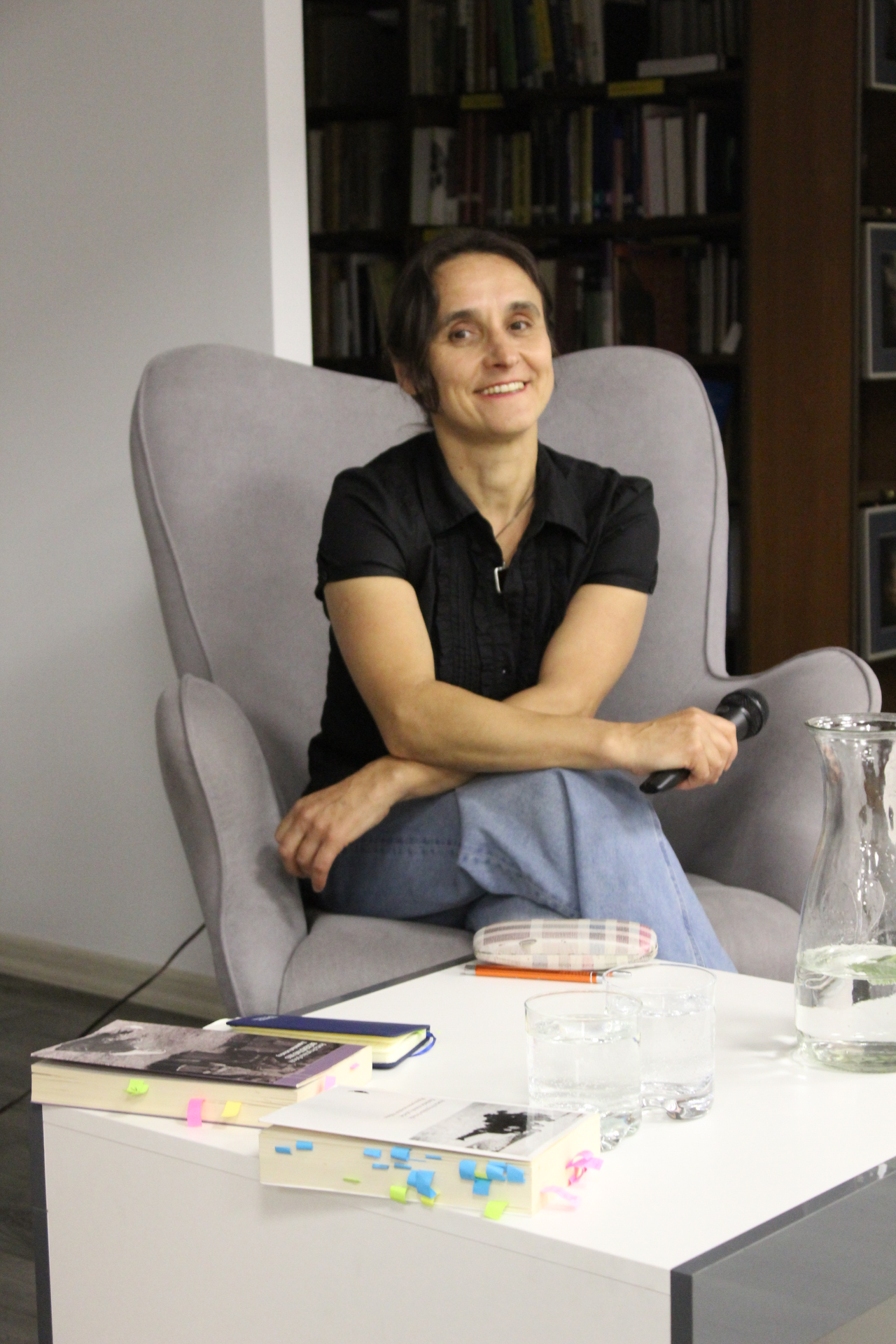
Aneta Prymaka-Oniszk
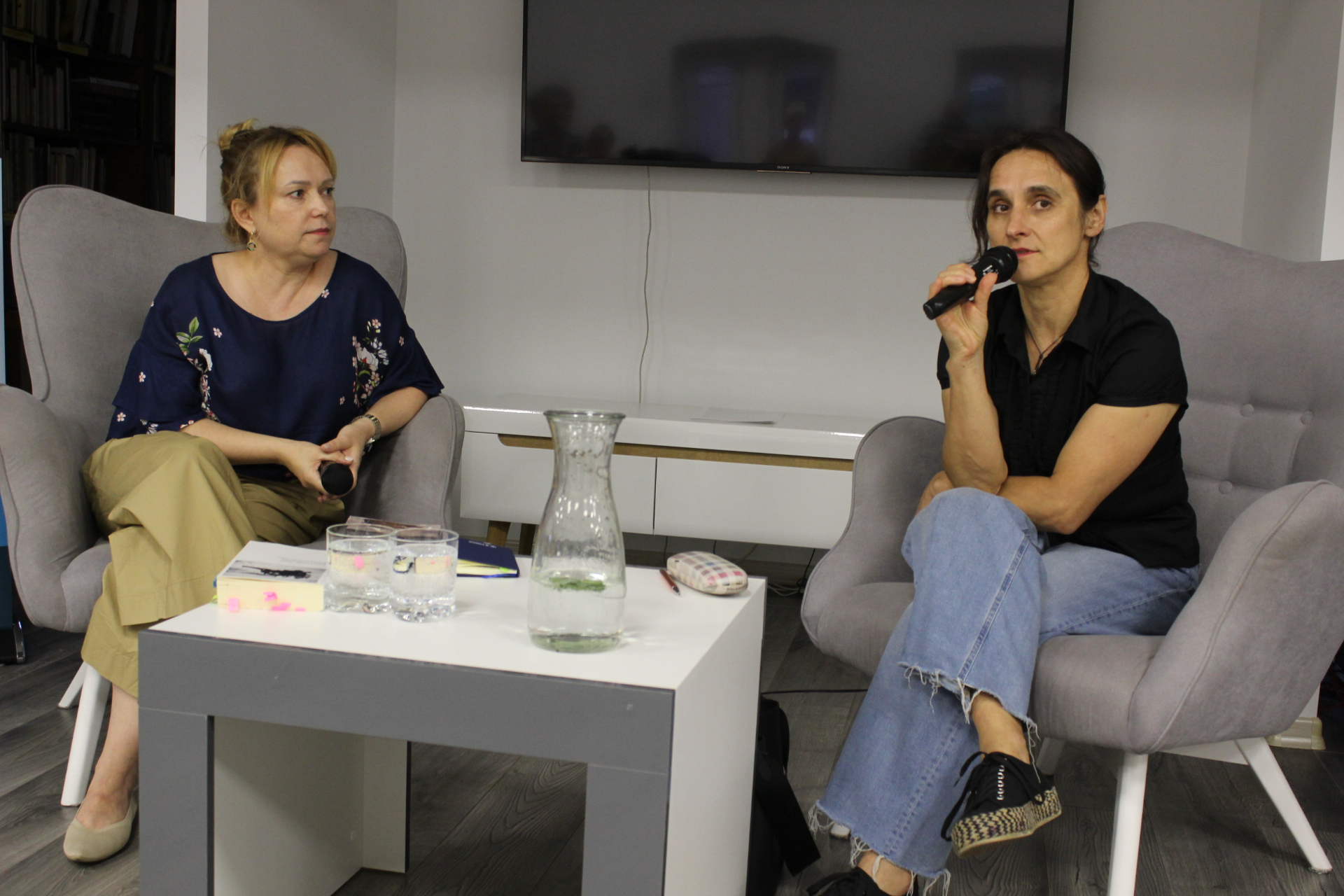
Aneta Prymaka-Oniszk z Moniką Bisek-Grąz